# Ersa
Ersa település Franciaországban, Haute-Corse megyében. Lakosainak száma 126 fő (2022. január 1.). Ersa Rogliano és Centuri községekkel határos.

## Népesség
A település népességének változása:
| Lakosok száma | 236  | 113  | 125  | 151  | 155  | 153  | 154  | 155  | 145  | 126  |
|               | 1968 | 1982 | 1990 | 2006 | 2011 | 2016 | 2017 | 2019 | 2020 | 2022 |